# Neue Thomasschule

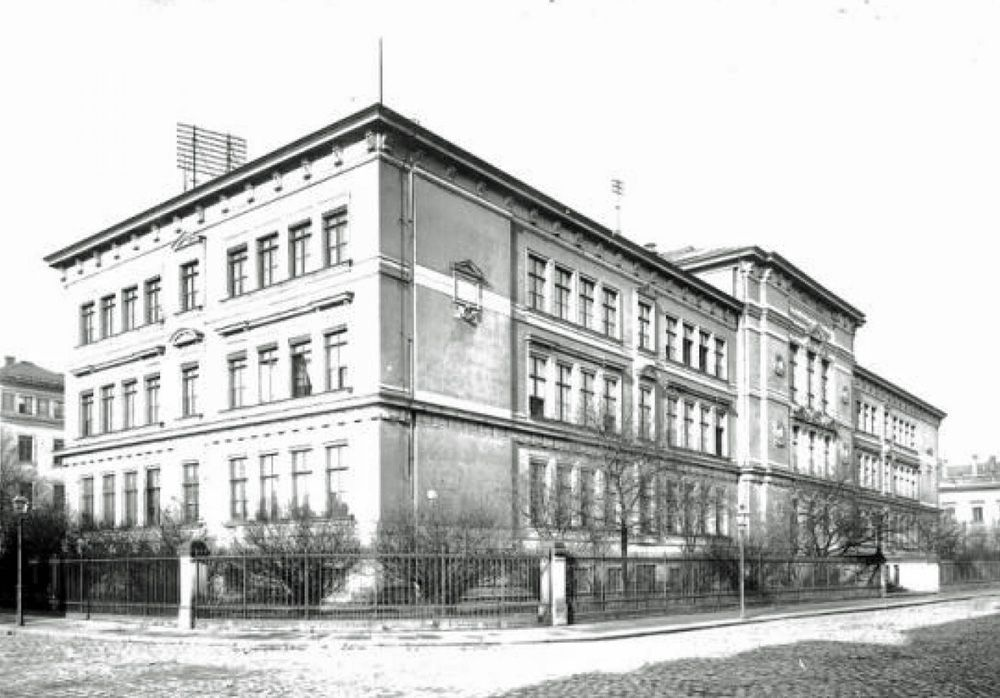
Neue Thomasschule, Fotografie von Hermann Walter (um 1900)

Unter der Neuen Thomasschule (auch Thomasgymnasium) versteht man das dritte Schulgebäude der Thomasschule zu Leipzig. Es war im Leipziger Bachviertel gelegen und wurde von den 1870er Jahren bis zur Kriegszerstörung in den 1940er Jahren genutzt. Das Gebäude beherbergte zahlreiche Kunstwerke. Gegenüber befand sich das überdauerte Thomasalumnat.

## Geschichte
Nach dem Tode von Thomaskantor Moritz Hauptmann in den 1860er Jahren wurde in der Kommunalpolitik diskutiert, ob nicht die Thomasschule mit der Nikolaischule zusammengelegt werden sollte; die Idee wurde allerdings verworfen. Die Neue Thomasschule wurde stattdessen 1876/77 nach Plänen des Leipziger Architekten August Friedrich Viehweger in der Schreberstraße 9 im Leipziger Bachviertel für ca. 600.000 Mark als seinerzeit teuerster Schulneubau in Leipzig errichtet. Das Areal hatte eine Fläche von 5.760 m². Im Jahre 1877 wurde der Neubau mit einem Konzert des Thomanerchores in der Thomaskirche und einer Darbietung der Menaechmi-Komödie von Plautus eingeweiht. Er diente als dreigeschossiger, unterkellerter Nachfolgebau der zu klein gewordenen Alten Thomasschule am Thomaskirchhof, die 1902 abgerissen wurde. Gegenüber verwirklichte Viehweger wenige Jahre später das Thomasalumnat für den Thomanerchor. 1880 konnte der Betrieb in der neuen Turnhalle aufgenommen werden.
Während der alliierten Luftangriffe auf Leipzig 1943, vor allem 1944, wurde die Thomasschule beschädigt bzw. zerstört; die Ruine wurde 1950 abgerissen, danach das Gelände als Bolzplatz für die Thomaner verwendet. Seit Ende des Zweiten Weltkrieges sind ca. 2.500 Notenhandschriften und -drucke der Notenbibliothek der Schola Thomana vermisst. Thomaskantor Günther Ramin schaffte im Dezember 1944 nur die Zimelien, darunter die Choralkantaten Johann Sebastian Bachs (heute im Bach-Archiv), außer Stadt.
Zunächst interimistisch in der Klinger- und Lessingschule untergebracht, nutzt(e) das Gymnasium von 1951 bis 1973 und seit 2000 das Gebäude der ehemaligen IV. Bürgerschule in der Hillerstraße 7 (unweit des alten Standortes).

## Architektur und Ausstattung
Das Hauptportal der Schule in der Hillerstraße bestand aus drei Teilen, davor eine Freitreppe. Im Inneren waren doppelte Aufgänge und geräumige Korridore mit Garderoben für die Schüler. In Leipzig und seine Bauten, das einen Grundriss zeigt, sind auf der Vorderseite sechzehn Klassenzimmer, jeweils ein Physikzimmer, Laboratorium, Naturgeschichtszimmer und Zeichenzimmer sowie zwei Kombinationszimmer dokumentiert. Auf der Hinterseite waren demnach das Rektorat (siehe Liste der Rektoren der Thomasschule zu Leipzig), die Hausmannswohnung, das Lehrer bzw. Konferenzzimmer, das Gesangszimmer und der Festsaal untergebracht. Alle Räumlichkeiten konnten beheizt werden. Die Aborte im Seitenflügel waren mit Desinfektion und Grubenventilation ausgestattet.
Die Aula der Thomasschule war 230 m² groß und hatte Platz für ca. 700 Personen, was um die Jahrhundertwende zu klein wurde. Das Lehrerpodium und die Dielen waren aus Eichenholz. Der Gas beleuchtete Raum besaß eine moderne „Wasserluftheizung“. Der geschmückte Raum hatte überdies Anzeigentafeln für die Montagsandachten. 1937 wurde die Aula renoviert.
Die Schulbänke mit Tintenfässern in den Klassenzimmern wurden an Modelle der Weltausstellung 1873 angelehnt.

## Kunstwerke

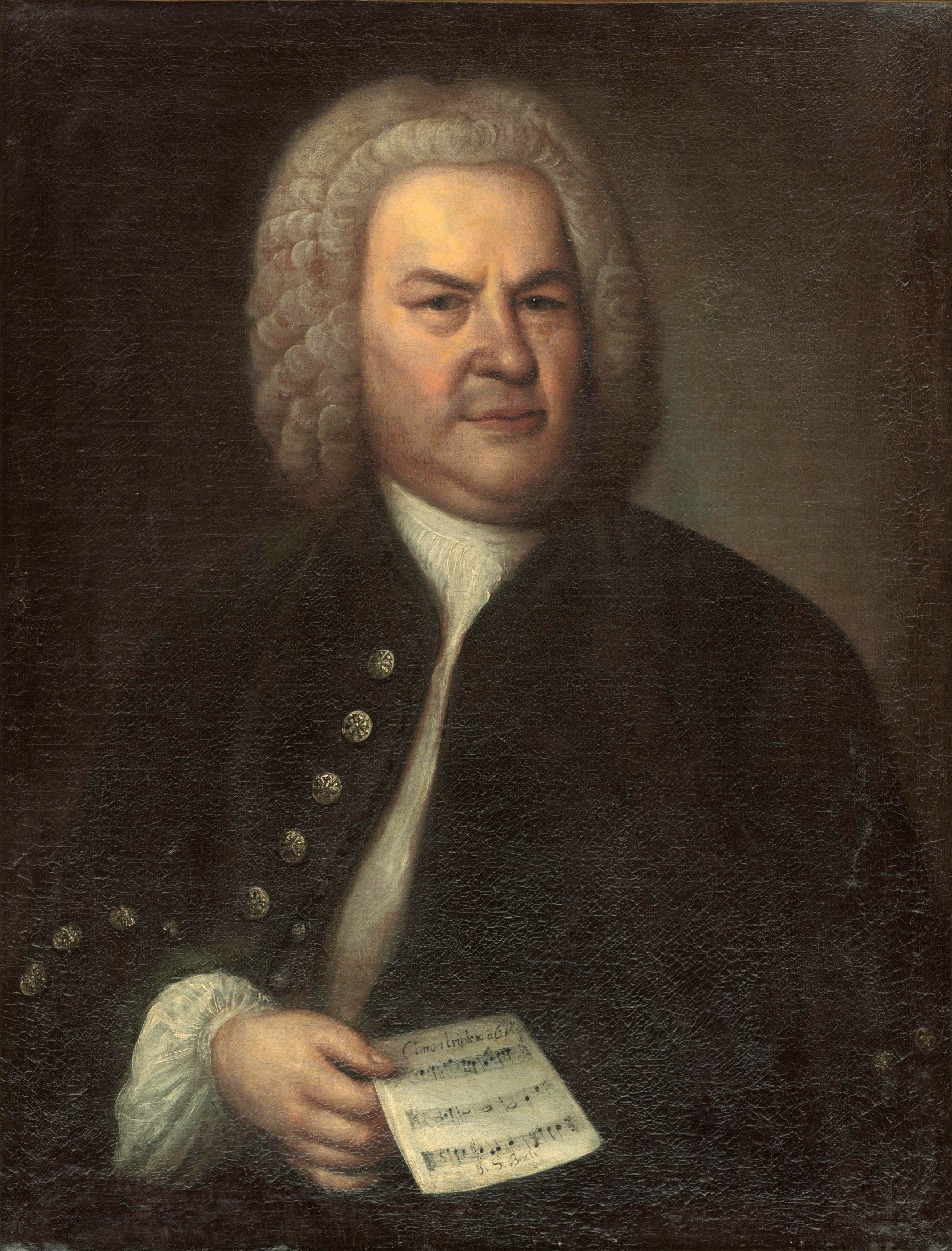
Johann Sebastian Bach, Ölgemälde von Elias Gottlob Haussmann (1746)

Das Schulgebäude war mit diversen Skulpturen und Gemälden ausgestattet: Beispielsweise war in der Aula die Bach-Büste von Melchior zur Strassen aus dem 19. Jahrhundert angebracht. 1903 schuf Carl Seffner eine Bach-Büste, die später gerettet werden konnte. Eine Goethe-Bronzebüste von Christian Friedrich Tieck zierte seit dem Jubiläum 1912 das Gebäude. 1913 ging das originale Bach-Bildnis von Elias Gottlob Haussmann – das sich durch Schenkung von August Eberhard Müller ab 1809 im Besitz der Schule befand und 1877 in das neue Schulgebäude übertragen wurde – als Dauerleihgabe an das Stadtgeschichtliche Museum Leipzig. Als Ersatz wurde in der Thomasschule eine Kopie von Walter Kuhn aufgehängt.

## Ehrenmale
Für die gefallenen Thomaner des Ersten Weltkrieges wurde 1923 ein bronzenes Ehrenmal geschaffen, das den lateinischen Schriftzug THOMANIS PRO PATRIA MORTUIS trug. Im Jahre 1942 kam eine vorläufige Tafel mit dem Schriftzug FÜR DEUTSCHLANDS GRÖSSE FIELEN für die bis dato 102 Gefallenen (Lehrer und Schüler) des Zweiten Weltkriegs hinzu.